# Estación de Moncada-Alfara
Moncada-Alfara es una estación de la línea 1 de Metrovalencia. Fue inaugurada el 8 de octubre de 1988 como estación de FGV. 
Se encuentra en la calle Mariano Benlliure en el municipio de Moncada.
La estación dispone de 3 vías y dos andenes.